# Меліса Марс
Меліса Марс (фр. Melissa Mars; нар. 3 вересня 1979, Марсель) — французька співачка і акторка.

## Біографія
Народилася у Марселі. Акторську кар'єру розпочала у 13 років, граючись у театрі Chocolat. Вокалом почала займатися через два роки. У 16 років переїхала у Париж, вступивши до відомого Ліцею Людовика Великого. Там вона отримала диплом бакалавра наук рік по тому. Попри такі високі результати, вона закінчила навчання, хоч і продовжила вивчати іспанську та англійську мови, гру на фортепіано та губній гармоніці, а також захоплювалась написанням коротких сценаріїв та читанням сучасних театральних робіт (у тому числі Ануя, Рене Обалдія, Сартра, Кокто, Міллера та ін.)
У 1998 році її агент організував знайомство з Андре Тешіне, французьким кінорежисером і критиком. Це не дало результату, але Франсуа Бернхайм захотів почути, як вона співає. За допомогою матері Меліса написала свою першу пісню «Papa m'aime pas», а за нею ще п'ять. Спершу вона співала під псевдонімами Меліса Сефрані та Меліса Мейлі (Melissa Sefrani, Melissa Maylee), але у підсумку повернулась до свого прізвища.
Також Марс була помічена у кіно- і телепроєктах («Гаронн» і ін.). Свій перший альбом вона випустила у 2003 році, він називався «Et Alors!» і ознаменував початок її кар'єри. Вслід за цим співачка випустила ще кілька синглів, але через недостатню увагу ЗМІ вони лишилися непоміченими. На пісню «Et Alors!» у Брюсселі був знятий кліп.
Новий альбом «La Reine Des Abeilles» Марс випустила у початку 2005 року. Стилістично альбом відносився до фольку, а допомагав записати його відомий композитор Френк Лангольф. У той же час вона заспівала дуетом з Ларою Фабіан «Les Homéricains», пісню у альбомі Фабіан 9. Невдовзі після цього її власна композиція «Dans Ma Bulle Antisismique» отримала широке розповсюдження, а Марс надійшла пропозиція замінити Карлу Бруні у виступах з Луї Бертиньяком.
У 2006 році відбувся її перший концертний тур, а альбом «La Reine Des Abeilles» був перевиданий, перша ж пісня була представлена ще і у реміксі, включений дует з Irmavep «Chaperon rouge». Пізніше вона спільно з Паскалем Обіспо записала дві пісні: «La Machine» і «1980», які вийшли як сингли. Також Мелісі запропонували стати моделлю марки одягу «Naf-Naf».
У 2007 році пісня «Love Machine» з'явилась в інтернеті як тизер її нового альбому «À la recherche de l'amour perdu», що був випущений трохи пізніше. Повинен був відбутися ряд концертів, але всі були скасовані, окрім одного у Парижі.

## Моцарт. Рок-опера
У вересні 2009 року Меліса Марс приєдналася до акторського складу мюзиклу «Mozart.L'Opera Rock», продюсерами якого були Дов Атья і Олів'є Даан.
Вона зіграла Алоізію Вебер, відому німецьку співачку і першу любов Моцарта.
У мюзиклі вона виконує:
- Bim Bam Bim Boum
- Six pieds sous terre (дует з Клер Перо/Діан Дасіньї)
- L'opérap (разом з Мікеланжело Локонте, Клер Перо/Діан Дасіньї
- Bonheur de malheur (дует з Клер Перо/Діан Дасіньї)
- L'amour c'est ma guerre
- C'est bientôt la fin

## Дискографія

### Студійні альбоми
- 2003 — Et alors!
- 2005 / 2006 — La Reine des abeilles
- 2007 — À la recherche de l'amour perdu
- 2013 — Magnétique

### Цифрові альбоми
- 2006 — Remixes

### Сингли
| Рік  | Назва                                   | Альбом                          |
| ---- | --------------------------------------- | ------------------------------- |
| 2000 | «T'am — Tam»                            | (-)                             |
| 2000 | «Qu'elles aillent se faire voir»        | (-)                             |
| 2003 | «Papa m'aime pas»                       | Et alors!                       |
| 2003 | «Et alors!»                             | Et alors!                       |
| 2003 | «Quelqu'un»                             | Et alors!                       |
| 2005 | «And … I Hate You»                      | La Reine des abeilles           |
| 2005 | «Dans ma bulle antisismique»            | La Reine des abeilles           |
| 2006 | «Apocalips»                             | La Reine des abeilles           |
| 2006 | «1980» (дует з Паскалем Обіспо)         | Les Fleurs du bien              |
| 2007 | «Love Machine»                          | À la recherche de l'amour perdu |
| 2008 | «Et si nous 2» (дует з Паскалем Обіспо) | À la recherche de l'amour perdu |
| 2009 | «Army of Love»                          | À la recherche de l'amour perdu |

## Фільмографія
| Рік  |     | Українська назва     | Оригінальна назва      | Роль          |
| ---- | --- | -------------------- | ---------------------- | ------------- |
| 1996 | тф  |                      | Titane                 | Флорина       |
| 1998 | кор |                      | Locked-in Syndrome     | Саломе        |
| 1998 | кор |                      | Le rire du bourreau    | Марта         |
| 2000 | ф   |                      | Virilité               | Маріанна      |
| 2000 | с   |                      | P.J.                   | Люсі          |
| 2001 | ф   | Білет в один кінець  | Un aller simple        | Ліла          |
| 2002 | ф   |                      | Garonne                | Дженіфер      |
| 2008 | кор |                      | Army of Love           | оповідач      |
| 2009 | кор |                      | Chaperon Noir          | Енджел        |
| 2010 | ф   | З Парижа з любов'ю   | From Paris with Love   | Wax's Hooker  |
| 2010 | в   | Моцарт. Рок-опера    | Mozart L'Opéra Rock    | Алоізія       |
| 2011 | ф   | Моцарт. Рок-опера 3D | Mozart l'opéra Rock 3D | Алоізія       |
| 2012 | кор |                      | Glimpse                | Рейчел        |
| 2013 | ф   |                      | My Cage                | Матильда      |
| 2013 | ф   |                      | The Cabining           | Селеста       |
| 2014 | ф   |                      | Terms & Conditions     | Рубі          |
| 2014 | ф   |                      | Sorrow                 | Саліна        |
| 2014 | ф   |                      | Lost Angelas           | Жульєт Маркес |